# Serie A1 1993-1994 (pallamano maschile)
La Serie A1 1993-1994 è stata la 25ª edizione del torneo di primo livello del campionato italiano di pallamano maschile.

Esso venne organizzato dalla Federazione Italiana Giuoco Handball.

Il torneo fu vinto dalla Pallamano Trieste per l'11ª volta nella sua storia.

A retrocedere in serie A2 furono l'Unione Sportiva Mordano 1978 e la SEF Gymnasium Bologna.

## Formula del torneo

### Stagione regolare
Il campionato si svolse tra 12 squadre che si affrontarono in una fase iniziale con la formula del girone unico all'italiana con partite di andata e ritorno.

Per ogni incontro i punti assegnati in classifica sono così determinati:
- due punti per la squadra che vinca l'incontro;
- un punto per il pareggio;
- zero punti per la squadra che perda l'incontro.

Al termine della stagione regolare si qualificarono per i play off scudetto le squadre classificate dal 1º al 6º posto; le squadre classificate dal 7º al 10º disputarono i play-out mentre le squadre classificate dall'11º al 12º posto furono retrocesse in serie A2.

### Play off scudetto
Le squadre classificate dal 1º al 6º posto in serie A1 e al 1º posto nei due gironi della serie A2 alla fine della stagione regolare parteciparono ai play off scudetto che si disputarono con la formula ad eliminazione diretta dagli ottavi di finale in poi, al meglio di due gare su tre.
La squadra 1ª classificata al termine dei play off fu proclamata campione d'Italia.

### Play-out
Le squadre classificate dal 7º al 10º posto in serie A1 e al 2º posto nei due gironi della serie A2 alla fine della stagione regolare parteciparono ai play-out che si disputarono con la formula del girone unico all'italiana con partite di andata e ritorno.

Le squadre classificata dal 1º al 4º posto al termine dei play out parteciparono alla serie A1 nella stagione successiva.

## Squadre partecipanti
| Città           | Club                          | Palasport | Sponsor     | Stagione precedente       |
| --------------- | ----------------------------- | --------- | ----------- | ------------------------- |
| Bologna         | Handball Club Bologna 1969    |           |             | 5ª in Serie A1 1992-1993  |
| Bologna         | SEF Gymnasium Bologna         |           |             | 10ª in Serie A1 1992-1993 |
| Bressanone (BZ) | Südtiroler Sportverein Brixen |           | Birra Forst | 6ª in Serie A1 1992-1993  |
| Conversano (BA) | Handball Club Conversano      |           |             | 4ª in Serie A1 1992-1993  |
| Merano (BZ)     | Sportclub Meran Handball      |           |             | Serie A2 1992-1993        |
| Modena          | Pallamano Modena              |           |             | 8ª in Serie A1 1992-1993  |
| Mordano (BO)    | unione Sportiva Mordano 1978  |           |             | Serie A2 1992-1993        |
| Prato           | Pallamano Prato               |           |             | 7ª in Serie A1 1992-1993  |
| Rubiera (RE)    | Pallamano Rubiera             |           |             | 3ª in Serie A1 1992-1993  |
| Siracusa        | Ortigia Siracusa              |           |             | 2ª in Serie A1 1992-1993  |
| Teramo          | Teramo Handball               |           |             | Serie A2 1992-1993        |
| Trieste         | Pallamano Trieste             |           | Principe    | Campione d'Italia         |

## Classifica
|  | Pos. | Squadra           | Pt | G  | V  | N | S  | GF  | GS  | D   | Note                                       |
|  | ---- | ----------------- | -- | -- | -- | - | -- | --- | --- | --- | ------------------------------------------ |
|  | 1.   | Trieste           | 38 | 22 | 18 | 2 | 2  | 478 | 399 | +79 | Qualificato alla Champions League 1994-95  |
|  | 2.   | Prato             | 29 | 22 | 13 | 3 | 6  | 472 | 425 | +47 | Qualificato alla EHF Cup 1994-95           |
|  | 3.   | Brixen            | 27 | 22 | 12 | 3 | 7  | 434 | 396 | +38 | Qualificato alla City Cup 1994-95          |
|  | 4.   | Bologna 1969      | 23 | 22 | 11 | 1 | 10 | 475 | 462 | +13 |                                            |
|  | 5.   | Meran             | 22 | 22 | 9  | 4 | 9  | 484 | 469 | +15 |                                            |
|  | 6.   | Modena            | 22 | 22 | 10 | 2 | 10 | 442 | 453 | -11 |                                            |
|  | 7.   | Rubiera           | 22 | 22 | 9  | 4 | 9  | 424 | 443 | -19 | Qualificato alla Coppa delle Coppe 1994-95 |
|  | 8.   | Ortigia           | 20 | 22 | 9  | 2 | 11 | 407 | 414 | -7  |                                            |
|  | 9.   | Teramo            | 20 | 22 | 8  | 4 | 10 | 406 | 433 | -27 |                                            |
|  | 10.  | Conversano        | 17 | 22 | 7  | 3 | 12 | 408 | 429 | -21 |                                            |
|  | 11.  | Mordano           | 12 | 22 | 5  | 2 | 15 | 409 | 446 | -37 | Retrocesso in Serie A2 1994-95             |
|  | 12.  | Gymnasium Bologna | 12 | 22 | 5  | 2 | 15 | 406 | 476 | -70 | Retrocesso in Serie A2 1994-95             |

## Play off scudetto

### Tabellone principale
|  | Quarti di finale | Quarti di finale | Quarti di finale | Quarti di finale | Quarti di finale |  |  | Semifinali | Semifinali | Semifinali | Semifinali | Semifinali |    |    | Finale | Finale  | Finale | Finale | Finale |  |
|  |                  |                  |                  |                  |                  |  |  |            |            |            |            |            |    |    |        |         |        |        |        |  |
|  | 1                | Trieste          | Trieste          | 22               | 20               |  |  |            |            |            |            |            |    |    |        |         |        |        |        |  |
|  | 1A2B             | Gaeta            | Gaeta            | 13               | 12               |  |  | 1          | Trieste    | 21         | 15         | 18         |    |    |        |         |        |        |        |  |
|  | 3                | Brixen           | Brixen           | 24               | 19               |  |  | 3          | Brixen     | 13         | 19         | 17         |    |    |        |         |        |        |        |  |
|  | 6                | Modena           | Modena           | 14               | 19               |  |  |            |            |            |            |            |    |    | 1      | Trieste | 26     | 19     | 22     |  |
|  | 2                | Prato            | Prato            | 28               | 26               |  |  |            |            | 2          | Prato      | 22         | 21 | 19 |        |         |        |        |        |  |
|  | 1A2A             | Lazio            | Lazio            | 15               | 17               |  |  | 2          | Prato      | 19         | 22         | 28         |    |    |        |         |        |        |        |  |
|  | 4                | Bologna 1969     | Bologna 1969     | 18               | 18               |  |  | 5          | Meran      | 17         | 23         | 25         |    |    |        |         |        |        |        |  |
|  | 5                | Meran            | Meran            | 18               | 20               |  |  |            |            |            |            |            |    |    |        |         |        |        |        |  |

### Risultati

#### Quarti di finale
| Squadra 1    | Squadra 2 | Gara 1     | Gara 2  | Gara 3 |
| ------------ | --------- | ---------- | ------- | ------ |
| Trieste      | Gaeta     | Trieste    | Gaeta   |        |
| Trieste      | Gaeta     | 22 - 13    | 20 - 12 |        |
| Brixen       | Modena    | Bressanone | Modena  |        |
| Brixen       | Modena    | 24 - 14    | 19 - 19 |        |
| Bologna 1969 | Meran     | Bologna    | Merano  |        |
| Bologna 1969 | Meran     | 18 - 18    | 18 - 20 |        |
| Prato        | Lazio     | Prato      | Roma    |        |
| Prato        | Lazio     | 28 - 15    | 26 - 17 |        |

#### Semifinali
| Squadra 1 | Squadra 2 | Gara 1  | Gara 2     | Gara 3  |
| --------- | --------- | ------- | ---------- | ------- |
| Trieste   | Brixen    | Trieste | Bressanone | Trieste |
| Trieste   | Brixen    | 21 - 13 | 15 - 19    | 18 - 17 |
| Prato     | Meran     | Prato   | Merano     | Prato   |
| Prato     | Meran     | 19 - 17 | 22 - 23    | 28 - 25 |

#### Finale 1°/2°
| Squadra 1 | Squadra 2 | Gara 1  | Gara 2  | Gara 3  |
| --------- | --------- | ------- | ------- | ------- |
| Trieste   | Prato     | Trieste | Prato   | Trieste |
| Trieste   | Prato     | 26 - 22 | 19 - 21 | 22 - 19 |

#### Finale 3°/4°
| Squadra 1 | Squadra 2 | Gara 1     | Gara 2  | Gara 3 |
| --------- | --------- | ---------- | ------- | ------ |
| Brixen    | Meran     | Bressanone | Merano  |        |
| Brixen    | Meran     | 24 - 21    | 20 - 19 |        |

## Play-out
|  | Pos. | Squadra    | Pt | G  | V | N | S | GF  | GS  | D   | Note                           |
|  | ---- | ---------- | -- | -- | - | - | - | --- | --- | --- | ------------------------------ |
|  | 1.   | Conversano | 13 | 10 | 5 | 3 | 2 | 221 | 210 | +11 | Promosso in Serie A1 1994-95   |
|  | 2.   | Rubiera    | 13 | 10 | 5 | 3 | 2 | 272 | 244 | +28 | Promosso in Serie A1 1994-95   |
|  | 3.   | Ortigia    | 12 | 10 | 4 | 4 | 2 | 230 | 213 | +17 | Promosso in Serie A1 1994-95   |
|  | 4.   | Teramo     | 11 | 10 | 5 | 1 | 4 | 223 | 217 | +6  | Promosso in Serie A1 1994-95   |
|  | 5.   | Benevento  | 9  | 10 | 4 | 1 | 5 | 218 | 239 | -21 | Retrocesso in Serie A2 1994-95 |
|  | 6.   | Bozen      | 2  | 10 | 0 | 2 | 8 | 221 | 262 | -41 | Retrocesso in Serie A2 1994-95 |

## Campioni
| Campione d'Italia 1993-1994  |
| ---------------------------- |
| Pallamano Trieste 11º titolo |